# Світові легкоатлетичні естафети 2021
Світові легкоатлетичні естафети 2021 були проведені 1-2 травня в Хожуві на Сілезькому стадіоні.
Рішення про надання Хожуву права проводити змагання було прийнято ІААФ 28 травня 2019.
До фінальної заявки змагань були включені 127 естафетних команд із 37 країн.
Зважаючи на пандемію коронавірусної хвороби, у змаганнях не взяла участі низка провідних, в естафетних дисциплінах, країн, в тому числі перші дві збірні за підсумками командної першості на попередніх чотирьох першостях Світових естафет — США та Ямайка.

## Призери

### Чоловіки
| Дистанція       | Золото                                                                 | Золото     | Срібло                                                                          | Срібло     | Бронза                                                                   | Бронза     |
| --------------- | ---------------------------------------------------------------------- | ---------- | ------------------------------------------------------------------------------- | ---------- | ------------------------------------------------------------------------ | ---------- |
| 4×100 метрів[a] | ІталіяФаусто Десалу Марселл Джейкобс Давіде Маненті Філіппо Торту      | 39,21      | ЯпоніяСакай Рюйтіро Судзукі Рьота Міямото Дайсуке Янагіта Гірокі                | 39,42      | ДаніяСімон Гансен Тадзана Каманга-Дирбак Коджо Муса Фредерік Шоу-Нільсен | 39,56      |
| 4×200 метрів    | НімеччинаСтівен Мюллер Фелікс Штрауб Лука Анса-Пепра Овен Анса         | 1.22,43 SB | КеніяМарк Одіамбо Майк Ньянгау Елайджа Метью Гесборн Очієнг                     | 1.24,26 SB | ПортугаліяФредеріку Курвелу Делвіш Сантуш Діогу Антунеш Андре Празерес   | 1.24,53 NR |
| 4×400 метрів    | НідерландиЙохем Доббер Лімарвін Боневасія Ремсі Анджела Тоні ван Діпен | 3.03,45    | ЯпоніяІто Рікуя Кавабата Кайто Сато Кентаро Судзукі Аото Хігуті Кадзума (забіг) | 3.04,45    | БотсванаАйзек Маквала Бойтумело Мазіло Дітіро Нзамані Люнго Скотч        | 3.04,77    |

a  Первісно перемогу в чоловічій естафеті 4×100 метрів здобула команда Південної Африки, до складу якої входили Акані Сімбіне, Гіфт Леотлела, Тандо Длодло та Кларенс Муньяї. Проте, у березні 2022 було оголошено, що у крові Тандо Длодло був виявлений заборонений до вживання тестостерон, що стало наслідком позбавлення всієї команди золотих нагород у цій естафетній дисципліні.

### Жінки
| Дистанція    | Золото                                                                                          | Золото     | Срібло                                                                                                 | Срібло     | Бронза | Бронза     |
| ------------ | ----------------------------------------------------------------------------------------------- | ---------- | --- | ---------- | --- | ---------- |
| 4×100 метрів | ІталіяІрене Сірагуза Глорія Гупер Анна Бонджорні Вітторія Фонтана Йоанеліс Еррера Абреу (забіг) | 43,79 SB   | ПольщаМагдалена Стефанович Клаудія Адамек Катажина Соколська Пія Скшишовська Пауліна Гузовська (забіг) | 44,10      | НідерландиЯміле Самуель Дафне Схіперс Надіне Віссер Наомі Седні Маріє ван Гюненстейн (забіг)                   | 44,10      |
| 4×200 метрів | ПольщаПауліна Гузовська Каміла Циба Клаудія Адамек Марлена Гола                                 | 1.34,98 NR | ІрландіяАойфе Лінч Кейт Догерті Сара Квінн Софі Бекер                                                  | 1.35,93 NR | ЕквадорАнхела Теноріо Вірхінія Вільяльба Марісоль Ландасурі Габрієла Суарес                                    | 1.36,86 SB |
| 4×400 метрів | КубаСуріан Ечаваррія Росе Марі Альманса Ліснейді Бейтія Рохана Гомес                            | 3.28,41    | ПольщаКорнелія Лесевич Малгожата Голуб-Ковалик Кароліна Лозовська Наталя Качмарек Кінга Гацька (забіг) | 3.28,81    | Велика БританіяЛавіаї Нільсен Амарачі Піпі Емілі Даймонд Джессі Найт Зої Кларк (забіг) Джессіка Тернер (забіг) | 3.29,27    |

### Змішані естафети
| Дистанція      | Золото                                                                | Золото     | Срібло                                                                                   | Срібло     | Бронза | Бронза     |
| -------------- | --------------------------------------------------------------------- | ---------- | ---------------------------------------------------------------------------------------- | ---------- | --- | ---------- |
| 4×400 метрів   | ІталіяЕдоардо Скотті Джанкарла Тревізан Аліче Манджоне Давіде Ре      | 3.16,60    | БразиліяАндерсон Фрейтас Енрікес Тіффані Сільва Марінью Жейза Коутінью Алісон дос Сантос | 3.17,54    | Домініканська РеспублікаЛідіо Феліс Анабель Медіна Вентура Марілейді Пауліно Алехандер Огандо Янкарлос Мартінес (забіг) | 3.17,58    |
| 2×2×400 метрів | ПольщаЙоанна Йожвік Патрик Добек                                      | 3.40,92 EB | КеніяНаомі Корір Фергюсон Ротіч                                                          | 3.41,79 SB | СловеніяАніта Горват Жан Рудольф                                                                                        | 3.41,95 SB |
| Бар'єрна       | НімеччинаМоніка Запалська Ерік Бальнувайт Анне Вайгольд Грегор Трабер | 56,53 SB   | ПольщаЗузанна Гулиш Кшиштоф Кільян Клаудія Войтуник Даміан Чикер                         | 56,68 SB   | КеніяПрісцилла Табунда Майкл Нзуку Нусра Рукія Вайзмен Мухобе                                                           | 59,89 SB   |

## Медальний залік
| Місце                | Країна                   | Золото | Срібло | Бронза | Загалом |
| -------------------- | ------------------------ | ------ | ------ | ------ | ------- |
| 1                    | Італія                   | 3      | 0      | 0      | 3       |
| 2                    | Польща                   | 2      | 3      | 0      | 5       |
| 3                    | Німеччина                | 2      | 0      | 0      | 2       |
| 4                    | Нідерланди               | 1      | 0      | 1      | 2       |
| 5                    | Куба                     | 1      | 0      | 0      | 1       |
| 6                    | Кенія                    | 0      | 2      | 1      | 3       |
| 7                    | Японія                   | 0      | 2      | 0      | 2       |
| 8                    | Ірландія                 | 0      | 1      | 0      | 1       |
| 8                    | Бразилія                 | 0      | 1      | 0      | 1       |
| 10                   | Ботсвана                 | 0      | 0      | 1      | 1       |
| 10                   | Велика Британія          | 0      | 0      | 1      | 1       |
| 10                   | Данія                    | 0      | 0      | 1      | 1       |
| 10                   | Домініканська Республіка | 0      | 0      | 1      | 1       |
| 10                   | Еквадор                  | 0      | 0      | 1      | 1       |
| 10                   | Португалія               | 0      | 0      | 1      | 1       |
| 10                   | Словенія                 | 0      | 0      | 1      | 1       |
| Загалом (16 збірних) | Загалом (16 збірних)     | 9      | 9      | 9      | 27      |

## Онлайн-трансляція
Світова легка атлетика здійснювала онлайн-трансляцію змагань на власному YouTube-каналі.
- День 1 на YouTube
- День 2 на YouTube

## Українці на змаганнях
Україна на змаганнях була представлена лише чоловічою естафетою 4×100 метрів. Виконавчий комітет ФЛАУ затвердив до участі у змаганнях Сергія Смелика, Еміля Ібрагімова, Станіслава Коваленка, Еріка Кострицю та Кирила Приходька під керівництвом старшого тренера збірної України, олімпійського чемпіона-1988 з естафетного бігу 4×100 метрів, Віктора Бризгіна.
1 травня на старт забігу вийшли Ерік Костриця, Еміль Ібрагімов, Станіслав Коваленко та Сергій Смелик, які фінішували третіми з часом 39,06. За підсумками забігів українська команда була дев'ятою. Від данської збірної, яка посіла восьму сходинку та здобула право участі у фіналі Світових естефет (а також право участі у цій дисципліні на Олімпіаді в Токіо), українських спринтерів відділила лише 0,001 секунди.